# Hypolaïs rama
Iduna rama
Espèce
Statut de conservation UICN

 LC  : Préoccupation mineure
L'Hypolaïs rama (Iduna rama) est une espèce de petits oiseaux de la famille des Acrocephalidae.